# Oronogo
Oronogo é uma cidade localizada no estado americano de Missouri, no Condado de Jasper.

## Demografia
Segundo o censo americano de 2000, a sua população era de 976 habitantes.
Em 2006, foi estimada uma população de 2000, um aumento de 1024 (104.9%).

## Geografia
De acordo com o United States Census Bureau tem uma área de
5,3 km², dos quais 5,2 km² cobertos por terra e 0,1 km² cobertos por água.

## Localidades na vizinhança
O diagrama seguinte representa as localidades num raio de 8 km ao redor de Oronogo.